# 14037 Takakikasahara
14037 Takakikasahara è un asteroide della fascia principale. Scoperto nel 1995, presenta un'orbita caratterizzata da un semiasse maggiore pari a 2,8502807 au e da un'eccentricità di 0,0690677, inclinata di 9,52941° rispetto all'eclittica.